# Крале и кралица
„Крале и кралица“ (на френски: Rois et reine) е френски трагикомичен филм от 2004 година на режисьора Арно Деплешен по негов сценарий в съавторство с Роже Бобо.
Сюжетът описва сложните взаимоотношения на млада жена с ексцентричния ѝ бивш съпруг, болния ѝ от рак баща и саможивия ѝ син. Главните роли се изпълняват от Еманюел Девос, Матийо Амалрик, Морис Гарел, Магали Вош.
„Крале и кралица“ е номиниран за наградата „Златен лъв“ и няколко награди „Сезар“, от които Матийо Амалрик печели наградата за най-добър актьор.